# Візит Ненсі Пелосі до Тайваню (2022)
Візит Ненсі Пелосі до Тайваню тривав 2-3 серпня 2022 року. Цьому дипломатичному візиту передувало турне Ненсі Пелосі, спікера палати Представників США, по Південно-Східній Азії, із зупинками в Сінгапурі, Малайзії, Тайвані, Кореї та Японії. Білий Дім офіційно не підтримав візит.

## Перебіг подій
На цей візит дуже критично відреагувала КНР, яка постійно вказує на те, що візит високопоставленого чиновника США до Тайваню мали розцінювати як зазіхання на територіальну цілісність, суверенітет і стратегічні інтереси КНР. КНР вважає Тайвань своєю територією. Зокрема, 2 серпня посол КНР в ООН Чжан Цзюнь заявив, що такий візит є провокаційним і підірве відносини КНР та США.
Зранку 2 серпня ще не було відомо, чи відвідає Пелосі Тайвань. Представник Білого дому з питань національної безпеки Джон Кірбі заявляв ввечері 1 серпня за американським часом, що КНР може відповісти ракетним ударом поблизу Тайваню, або іншими військовими діями, щоби продемонструвати свою незгоду із візитом американського політика. Водночас Кірбі заявив, що США не боїться погроз зі сторони Китаю і не буде сидіти склавши руки, у випадку будь-якої агресії.
На тлі загострення ситуації Тайвань посилив бойову готовність армії, а КНР почала проводили навчання. Летовища міст Сямень, Фучжоу та Цюаньчжоу в провінції Фуцзянь КНР, розташовані поруч із Тайванем, та розділена з ним протокою, частково скасували рейси.
У своїй колонці, опублікованій 2 серпня у The Washington Post Пелосі написала: «Ми вирушаємо в цю подорож у той час, коли світ стоїть перед вибором між автократією та демократією. Оскільки Росія веде свою заздалегідь сплановану незаконну війну проти України, вбиваючи тисячі невинних — навіть дітей, — важливо, щоб Америка та наші союзники чітко дали зрозуміти, що ми ніколи не поступаємося автократам».
3 серпня Пелосі з п'ятьма колегами-демократами покинула Тайвань, провівши там менше ніж добу.
4 серпня п'ять балістичних ракет, випущених військовими КНР біля Тайваню під час «навчань», впали у виключну економічну зону (ВЕЗ) Японії. Міністр МЗС Японії Йосімаса Хаясі завив, що КНР має негайно припинити військові навчання зі стріляниною. Того ж дня 22 винищувачі КНР перетнули лінію розмежування з Тайванем у Тайванській протоці.
5 серпня Китай у відповідь на візит у Тайвань наклав санкції на Пелосі і її найближчу родину.

## Делегація
До складу делегації спікера Пелосі входили такі члени Палати представників Конгресу США:
- Грегорі Мікс
- Раджа Крішнамурті
- Сюзан ДельБене
- Енді Кім
- Марк Такано

## Наслідки
3 серпня КНР у відповідь заблокував імпорт цитрусових, риби та деяких інших харчових продуктів із Тайваню.
5 серпня про плани щодо відвідин Тайваню заявили німецькі депутати, які запланували парламентську поїздку на 22-30 жовтня 2022 року. Того ж дня КНР заявила про запровадження персональних санкцій щодо Ненсі Пелосі та членів її родини. Міністерство закордонних справ Китаю оголосило, що запровадило санкції проти Пелосі та її найближчих родичів у відповідь на її візит на Тайвань. Наразі невідомо, до чого призведуть китайські санкції проти Пелосі.
7 серпня до Тайваню з п'ятиденною програмою прибула делегація Литви на чолі з заступником міністра транспорту та комунікацій Литви Агне Вайчукевічуте.
16 серпня представник Держдепартаменту Нед Прайс заявив, що делегації Конгресу США продовжать відвідувати Тайвань незалежно від точки зору Пекіна.